# Лютий 2004
Лютий 2004 — другий місяць 2004 року, що розпочався у неділю 1 лютого та закінчився у неділю 29 лютого.

## Події
- 4 лютого — запущено соціальну мережу Facebook.
- 12 лютого — вчені Південної Кореї оголосили, що вони першими у світі клонували людський ембріон.
- 20 лютого — виявлено астероїд 90482 Орк.
- 21 лютого — 29-та церемонія вручення нагород премії «Сезар».